# Дигитален пиар
Дигиталният пиар може да бъде идентифициран като серия от онлайн дейности за промотиране на продукти, услуги, проекти или събития на една фирма или организация, чрез дигитални връзки за връзки с обществеността.
Фактът, че потребителят днес, може да направи преглед и коментар на всеки вид продукт или услуга, изисква както една по-директна форма на комуникация, така и взаимна връзка, а не както преди, адресирана общо, към всички.
Целевата аудитория е не само журналистът, но всички тези, които пишат и коментират във виртуалното пространство и имат способността да влияят по някакъв начин на потребителя: лидерите на общественото мнение, ръководителите на общността, блогъри, мениджъри и потребители, свързани със социалните мрежи.
Целта е да се разпространяват правилни и положителни мнения за съответния продукт, услуга, проект или събитие, което трябва да бъде насърчено.
Фирми, които използват дигиталния ПР са предимно такива, които продават своите продукти или услуги онлайн, както и тези, които се занимават с мода, технологии, развлечения и отдих, хранене и SPA.
От няколко години се забелязва и появата на фармацевтични и здравни компании в тези среди. Тенденцията потребители, които в този случай са главно пациенти, да проверяват или търсят информация за собственото си здраве във виртуалната среда, е довело дори до създаването на понятието „е-пациент“.

## Средства, с които си служи дигиталният пиар
- Блогове
- Форуми
- Социални мрежи
- Онлайн медии